# فيرا مانويل
فيرا مانويل هي كاتِبة وكاتبة مسرحية وشاعرة كندية، ولدت في 1949، وتوفيت في 2010.